# Geertje Tjarks Haan

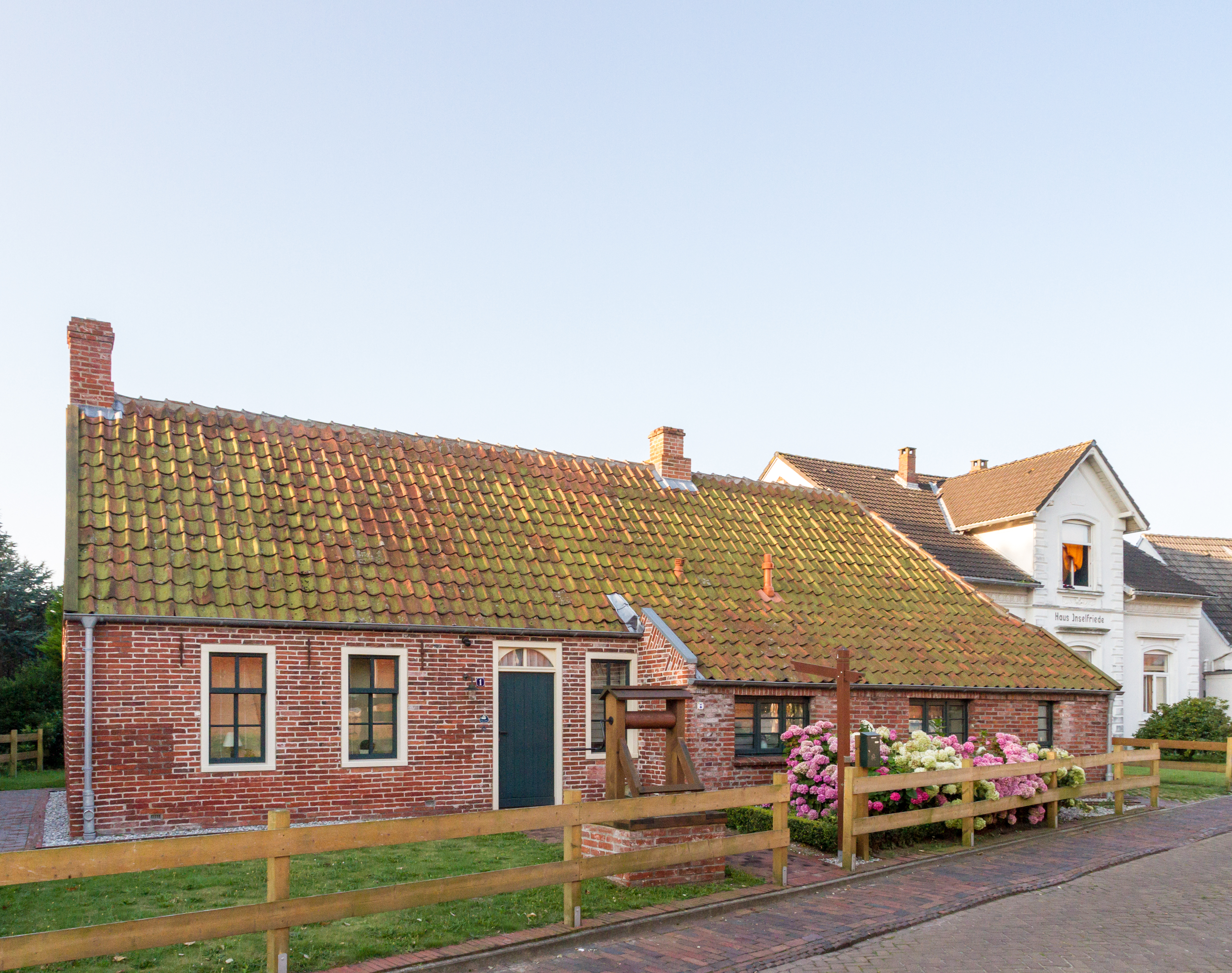
Das Geburtshaus von Geertje am Wiesenweg 1

Geertje Tjarks Haan (* 2. November 1792 in Borkum; † 28. Juli 1866 ebendort; auch bekannt als: Malle Geertje (= verrückte Geertje)) war eine psychisch Kranke ostfriesische Insulanerin, die 42 Jahre lang als Irrsinnige meist unbekleidet im Armenhaus angekettet war.

## Leben
Haan war das Kind von Tjark Hinderks Haan und seiner Frau Eltje (auch: Elsje), geborene Berends. Ihr Geburtshaus ist das Haus Teerling am Wiesenweg 1. Es gilt heute als das älteste erhaltene Insulanerhaus der Insel Borkum. Ihr Vater soll auf See umgekommen sein und die Mutter bald nach ihm verstorben sein. So wurde das Mädchen bereits früh zum Waisenkind, schlug sich aber als begabte Näherin durch. Zeitzeugenberichten zufolge galt sie als sehr hübsch. Viele Männer hätten sie umschwärmt. Als 1822 hannoversche Soldaten auf die Insel verlegt wurden, um einen Aufstand der Insulaner gegen den Inselvogt zu bekämpfen, verliebte sie sich in einen der Soldaten und verlobte sich mit ihm. Bald war sie schwanger. Die Inselgemeinschaft verstieß sie daraufhin. Auch weil ihr Tun gegen die strengen Sitten verstieß, die damals auf der Insel herrschten.
Der Aufstand war schnell niedergeschlagen. Die Truppen und damit auch Haans Verlobter wurden wieder von der Insel verlegt. Sie hat nie wieder etwas von ihm gehört. Ihr gemeinsames Kind soll bald verstorben sein. Die bis dato fröhliche Frau soll darüber in tiefste Depressionen verfallen sein. Bald galt sie wegen ihrer Tobsuchtsanfälle als wahnsinnig. Sie wurde schließlich im Kuhstall des Armenhauses angekettet. Insgesamt soll sie dort 42 Jahre festgeschmiedet  gewesen  sein. Da sie bei ihren Tobsuchtsanfällen alles, was zerreißbar war, vernichtete, war sie die meiste Zeit unbekleidet. Sie schlief auf dem nackten Fußboden, da sie alles Stroh oder Bettzeug, das man ihr hinlegte, immer wieder durchs Fenster warf. Versorgt wurde sie von Familien, die ihr in einem eisernen Napf etwas zu essen hinstellten. Haan blieb für den Großteil ihres Lebens meist angekettet. Nur gelegentlich soll die Fessel gelöst worden sein, wenn sie sanftmütiger war. Den Berichten zufolge soll sie selbst darum gebeten haben, wieder angekettet zu werden, wenn sie merkte, dass die Tobsucht in ihr aufstieg. 1854 wandten sich drei junge Emder Kaufleute, welche Borkum kurz zuvor besucht hatten und dabei vom Schicksal Geertjes erfahren hatten, an das königliche Amt in Pewsum, um ihre Situation zu verbessern. Als diese Bemühungen im Sande verliefen, erstatteten sie 1855 Anzeige bei der Staatsanwaltschaft. 1857 beratschlagten die Insulaner, ob ihr in einer Irrenanstalt vielleicht besser geholfen wäre. Doch weder die Anzeige der Kaufleute noch die Überlegungen der Insulaner änderten etwas an der Situation. So blieb sie bis zu ihrem Tod am 28. Juli 1866 angekettet im Armenhaus. Das Totenregister im Kirchenbuch vermerkt ihren Tod mit den Worten: Geertje Tjarks Haan, Armenhäuslerin; seit zweiundvierzig Jahren wahnsinnig. Drei Tage nach ihrem Tod wurde sie in einem anonymen Grab beigesetzt.